# Daniel Crespo
Daniel Crespo (Barcelona, 1959) és un físic català, rector de la Universitat Politècnica de Catalunya (UPC) del 2021 al 2025.

## Trajectòria
Llicenciat en Física per la Universitat de Barcelona (1984) i doctor per la UPC (1994). Treballa com a professor de la UPC des de 1987, sent catedràtic de Física des de 2010.
La seva línia de recerca principal és l'estudi de les propietats mecàniques i l'estabilitat física (processos de relaxació i cristal·lització) i química (resistència a la corrosió) dels materials metàl·lics amorfs. El 2021 havia publicat més de 100 articles en revistes científiques i dirigit 10 tesis doctorals. Des de 1998 ha estat investigador principal de successius projectes de finançament del Plan Estatal de Investigación Científica y Técnica y de Innovación, i un projecte ERA-Net de la Comunitat Europea. Va dirigir un projecte de transferència tecnològica de mecànica de fluids el 2004.
Ha impartit docència de física a l'Escola Tècnica Superior d'Enginyeria de Camins, Canals i Ports de Barcelona (ETSECCPB), de física i termodinàmica a l'Escola d’Enginyeria de Telecomunicació i Aeroespacial de Castelldefels (EETAC), d’estat sòlid a l'Escola Tècnica Superior d'Enginyeria de Telecomunicació de Barcelona (ETSETB) i de física a l'Escola d’Enginyeria de Barcelona Est (EEBE).
Va ser coordinador del programa de doctorat en Ciència i Tecnologia Aeroespacial, sotsdirector del Departament de Física Aplicada i dues vegades sotsdirector de l’EETAC. Entre 2011 i 2015 va ser director del Departament de Física Aplicada, període en què va participar en la implementació del grau en Enginyeria Física. Juntament amb el professor Jordi José, va gestionar la fusió dels dos departaments que va donar lloc a l’actual Departament de Física, del qual va ser director entre 2016 i 2019. En aquest període va impulsar la creació del màster en Enginyeria Física.
Entre 2019 i 2021 va presidir la Junta de Personal Docent i Investigador de la UPC president fins ara de la Junta de Personal Docent i Investigador de la UPC com a representant de La Intersindical. També va ser coordinador de la secció d'Universitats i recerca de l'Assemblea Nacional Catalana.
El maig de 2021 va guanyar les eleccions al rectorat de la UPC, amb un 50,67% dels vots, passant a substituir l'anterior rector, Francesc Torres.